# Karni
A karni a késő triász földtörténeti kor három korszaka közül az első, amely ~237 millió évvel ezelőtt (mya) kezdődött, a középső triász kor ladin korszaka után, és ~227 mya végződött, a nori korszak előtt.
Nevét a Karni-Alpokról kapta. Az elnevezést először Georg Edmund Mojsisovics osztrák geológus használta 1869-ben.

## Meghatározása
Kezdetét a Nemzetközi Rétegtani Bizottság meghatározása szerint a Daxatina vagy Trachyceras ammoniteszek, illetve a Metapolygnathus polygnathiformis konodonták megjelenése, illetve elterjedése jelzi. A karnit követő nori korszak akkor kezdődött, amikor elterjedtek a Klamathites macrolobatus vagy a Stikinoceras kerri ammoniteszek, illetve a Metapolygnathus communisti vagy Metapolygnathus primitius konodonták.
Kezdetét 2004-ben határozták meg (Gradstein), amikor erre a korra még nem volt radiometrikus kormeghatározás. Nemrégiben dél-olaszországi késő karni kőzetek korát 230,91 ± 0,33 millió évben határozták meg, emiatt a korszak vitatott marad.

## Tagolása
Helyenként két alkorszakra tagolják: julián, tuvali.

## Éghajlat
A karni (és a triász jó része) idején egyetlen szuperkontinens létezett, a Pangea, és egyetlen világóceán, a Panthalassza, amelynek nyugati ága a trópusokon a Paleo-Tethys-óceán volt. Ez utóbbi üledékei Délkelet-Európában, a Közel-Keleten, a Himalájában és Timor szigetén buknak a felszínre. Az egytömbű kontinenseloszlás a mainál sokkal intenzívebb monszunjelenségeket okozott.

## Élővilág

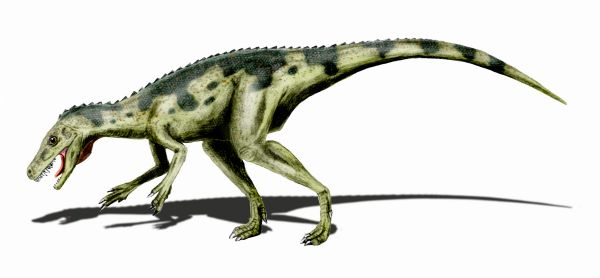
Herrerasaurus rekonstruált képe

Az Archosauria őshüllők, a dinoszauruszok ősei dominanciájának kora volt (ezek mai leszármazottai a madarak és a krokodilok). A karni korszakban veszítettek méretükből a Therapsida emlősszerű hüllők. Ekkor jelentek meg azonban a kétlábú óriás ragadozó Theropoda dinoszauruszok. A korszak elején élt a Herrerasaurus, az egyik legősibb ragadozó dinoszaurusz.